# Нуржигитова, Дана Омирбаевна
Дана Омирбаевна Нуржигитова (каз. Дана Өмірбайқызы Нұржігітова; род. 18 июля 1972 года) — казахстанская телеведущая. Депутат Сената Парламента Республики Казахстан (2019—2023).

## Биография
В 1995 году окончила Казахскую национальную консерваторию имени Курмангазы, в 2019 году — Алматы Менеджмент Университет по программе MBA.
В 1994 году начала трудовой путь с работы концертмейстером в Алматинском государственном университете имени Абая.
В 1996 году работала концертмейстером в Республиканском музыкальном колледже имени Куляш Байсеитовой.
В 1997 году начала работать ведущей новостных программ в АО «Хабар».
В 2002 году работала в АО «РТРК „Казахстан“».
С 2002 по 2013 год работала редактором, ведущей новостных и других программ, продюсером в АО «Хабар».
В 2013 году работала редактором в ТОО «TV Fresh».
В 2015 году работала ведущей АО «РТРК „Казахстан“».
В 2019 году указом президента Казахстана назначена депутатом сената парламента Казахстана. 24 января 2023 года указом президента полномочия были прекращены.

## Награды
- Благодарственное письмо и нагрудный знак Президента Республики Казахстан за значительный вклад в развитие отрасли отечественных средств массовой информации (26 июня 2019 года).[3]
- нагрудный знак Министерства культуры «Деятель культуры Казахстана» (каз. Мәдениет қайраткері)
- нагрудный знак Министерства информации «Отличник сферы информации» (каз. Ақпарат саласының үздігі) (22 июня 2017 года)
- нагрудный знак «За заслуги в развитии печати и информации» МПА СНГ (12 апреля 2018 года)
- юбилейная медаль «20 лет Хабат» (2015) и др.
- Национальная телевизионная премия «Тумар» в номинации «Лучший телеведущий года» (2018)[4][5]
- Национальная премия «Народный любимец» в номинации «Лучший телеведущий года» (2015 года)[6]
- Орден «Курмет» (2020 года)[7]
- Медаль «25 лет Конституции Республики Казахстан» (2020);
- Медаль «30 лет независимости Республики Казахстан» (2021);